# Elektrisk strøm
Elektrisk strøm er pr. definition bevægelsen af elektrisk ladning. Typisk er denne ladning i form af elektroner, men kan også udgøres af ladede atomer, dvs. ioner. Når der er et nettoflow af elektroner, kaldes dette flow for en elektrisk strøm.
Størrelsen af en elektrisk strøm udtrykkes som den samlede ladning der flyttes pr. tidsenhed. SI-enheden for elektrisk strøm er ampere; ved en strømstyrke på 1 ampere flyttes der 1 coulomb, eller godt seks milliarder milliarder (6,25•1018) elektroner, hvert sekund. Elektrisk strøm kan direkte måles med et galvanometer (amperemeter). Elektrisk ladning kan direkte måles med et elektrometer. 

## Definition
Strømmen {\displaystyle I} er defineret som mængden af ladning {\displaystyle Q}, der flyder pr. tid {\displaystyle t}. Matematisk kan det skrives som  den tidsafledede af den elektriske ladning:
{\displaystyle I={{\text{d}}Q \over {\text{d}}t}}

## Strømtæthed
Hvis strømmen flyder igennem et areal, kan en strømtæthed defineres som strømstyrken pr. tværsnitsareal. I SI-enheder måles strømtætheden i ampere pr. kvadratmeter.
Mens strømmen fortæller, hvor meget ladning flyder i alt - fx i en ledning - fortæller strømtætheden i stedet, hvordan flowet er fordelt. Det er givet ved:
{\displaystyle {\vec {J}}=nq{\vec {v_{d}}}=\rho {\vec {v_{d}}}\!\ }
hvor
{\displaystyle {\vec {J}}\!\ } er strømtæthedsvektoren (SI-enhed A/m²)
{\displaystyle n\!\ } er ladningsbærertætheden (antal pr. volumen; SI-enhed m-3)
{\displaystyle q\!\ } er ladningen af den enkelte ladningsbærer (SI-enhed coulomb)
{\displaystyle \rho =nq\!\ } er ladningstætheden (SI-enhed coulomb pr. kubikmeter)
{\displaystyle {\vec {v_{d}}}\!\ } er ladningsbærernes gennemsnitlige drifthastighed (SI-enhed meter pr. sekund)
Omvendt er den samlede strømstyrke igennem en flade {\displaystyle S} givet ved integralet over arealet:
{\displaystyle I=\int _{S}{{\vec {J}}\cdot {\text{d}}{\vec {S}}}}
Strømtætheden indgår i Ampères lov (en af Maxwells ligninger), som viser det direkte link mellem strømtæthed og magnetisk feltstyrke. 
Strømtæthed er en vigtig faktor i design af elektriske og elektroniske systemer. De fleste elektriske ledere har en endelig, positiv modstand, hvilket får dem til at danne varme. Strømtætheden skal derfor holdes lav nok til at forhindre lederen i at smelte eller brænde op, eller i at ødelægge isoleringen. I superledere kan en for stor strømtæthed få superlederen til at gå normal, dvs. spontant miste den superledende egenskab; først lokalt, men lynhurtigt i resten af superlederen pga. varmeudviklingen i det normalt ledende område.

## Ledningsevne
Metaller er kendetegnet ved, at de rummer mange elektroner som kan bevæge sig frit fra det ene atom i metallet til det næste, og derved blive en del af en elektrisk strøm. Tilstedeværelsen af disse såkaldt frie elektroner gør, at metaller generelt er gode elektriske ledere. Elektriske ledninger er gerne lavet af kobber, da det har en høj ledningsevne, som dog overgås af sølv.
Helt rent (demineraliseret eller ionbyttet) vand er i sig selv en dårlig leder, men tilsættes vandet en smule salt, skabes positive og negative ioner som kan fungere som ladningsbærere, og derved forøges vandets ledningsevne drastisk.

## Hurtig strøm af langsomme partikler
Når man tænder eller slukker for et elektrisk kredsløb, starter eller stopper den elektriske strøm i hele kredsløbet indenfor en brøkdel af et sekund – selve strømmen ("elektron-bevægelsen") udbreder sig igennem ledningerne med lige knap lysets hastighed. Men de enkelte elektroner (eller ioner) flytter sig i meget små "skridt" ad gangen, så de ender med at flytte sig meget langsomt; denne såkaldte driftshastighed er typisk mindre end en millimeter i sekundet.
For at forstå dette, kan man forestille sig en ledning som et (evt. gennemsigtigt) "rør", fyldt med kugler der passer ind i røret – disse kugler er de frie elektroner i ledningen. Hvis man nu skubber en ny kugle ind i den ene ende af røret, skubber kuglerne inde i røret til hinanden, og den yderste kugle i den modsatte ende skubbes ud af røret. Dette sker nærmest "med det samme" når man putter den nye kugle i, og det er forklaringen på at elektrisk lys tænder med det samme når man trykker på kontakten.
Hvis man nu "mærker" en af kuglerne, f.eks. med en afvigende farve, kan man se hvordan den enkelte kugle rykker én plads fremad for hver ny kugle. Først når der er puttet en hel del nye kugler ind efter den mærkede kugle, kommer den ud af den anden ende: Denne langsomme vandring igennem "lednings-røret" demonstrerer den lave driftshastighed.

## Elektricitet og magnetisme
Elektriske strømme er nært knyttet til magnetisme. Hans Christian Ørsted påviste i 1820 hvordan en elektrisk strøm påvirker magnetfeltet omkring lederen, og Michael Faraday demonstrerede, at et varierende magnetfelt skaber tilsvarende varierende strømme i elektriske ledere.
Mere præcist formuleret, skaber en ændring i den elektriske strøm en tilsvarende ændring i magnetfeltet, og omvendt skaber ændringer i magnetfeltet omkring en leder ændringer i strømmen i lederen.